# 年下彼氏
『年下彼氏』（とししたかれし）は、朝日放送グループホールディングス（ABCHD）と朝日放送テレビ（ABCテレビ）の制作により2020年4月12日から6月14日まで、『ドラマL』枠で放送されたオムニバステレビドラマ。主演は関西ジャニーズJr.（なにわ男子、Aぇ! group、Lil かんさい）。全10回20話。
同枠の製作に初めて朝日放送テレビの親会社であるABCHDが参加し、メディアミックス・ジャパン（MMJ）が携わるのも初。
2024年10月13日（12日深夜）から12月15日（14日深夜）まで『年下彼氏2』のタイトルで第2弾として朝日放送テレビにて放送された。主演は関西ジュニア（Lil かんさい、Boys be、AmBitious）。全10回17話。
本稿では便宜上、第1作をS1、第2弾をS2の略称で表記する。

## 概説
30分で15分2話ずつ放送されるラブコメディドラマで、その名の通り彼氏の方は彼女より全員年下である。
新型コロナウイルス感染拡大防止の影響で、ほとんどのドラマが「放送開始が延期になる」または「放送を開始したが緊急事態宣言の発表等で撮影が自粛になり途中までしか放送出来なくなる」ということが起きる中、本作は全話予定通り放送された。

## キャスト
- #放送日程の主演欄を参照

### ゲスト
- 各話ヒロインは#放送日程のヒロイン欄を参照

#### S1
Episode2
- 花宮高校放送部部員 - 中尾萌那、青島心、本村雅哉、山田悠輝
- 小山町フィルムコミッションの皆様

Episode4
- 真吾の親友 - 藤田晋之介
- 財津教授 - 斉木しげる

Episode6
- 花宮高校教頭 - 山田敦彦
- 山本（新たな教育実習生） - 喜井琴美
- 小田（花宮高校1年A組同級生） - 髙橋楓翔
- 大原（花宮高校1年A組同級生） - 井上稀翔

Episode7
- 川原沙也加（花宮高校生徒会の成員） - マイヤーズ江玲奈
- 美咲（花宮高校生徒会の成員） - 中屋柚香

Episode8
- 明（漫才師、太一の相方） - 永沼伊久也
- 桜子の彼氏 - 板倉武志

Episode9・10
- ケーキ屋の店長 - 森下じんせい

Episode11
- 奈々子とぶつかるの男 - 野澤剣人、東龍美
- 服屋の店員 - 奥村佳代

Episode12
- 砂原充（美弥子の彼氏） - 庄野崎謙

Episode13
- 巧己（歩の先輩、唯の同級生） - 安田啓人
- 花宮高校バスケ部の部員 - 成瀬勇気

Episode14
- 浦坂健太（律の大学時代の同期） - 木戸邑弥
- 武石（律の先輩） - 河野直樹

Episode16
- 少女期の絹子 - 斎藤さらら
- ホールスタッフ - 松永大輔

Episode17
- アナウンサー - 津田理帆
- 部長の声 - 岸本鮎佳

Episode18
- 小倉真琴 - 工藤遥
- 弥生をナンパする男 - 金井成大
- 弥生の同僚 - 山内優花、古野陽大
- 幼少期の夏樹 - 田崎伶弥

Episode19・20
- 中学時の由紀美 - 岸畑来瞳
- 幼少期の海 - 片桐隼哉
- 幼少期の涼 - 数井琥恩
- 劇中劇の俳優 - アデリン、ケヴィン・モーガン

#### S2
episode5
- 三上（サッカー部の2年生エース・涼太の先輩） - 岩倉司（Boys be）[4]

episode7
- 幼少期の慶二 - 岡夢人[4]
- 幼少期の一生 - 大田蒼空[4]
- 渡部おにぎり（金の国）
- 幼少期のひまり - 諏訪結衣

episode8
- 小川暖奈（スパイク）

episode10
- 加藤和樹

episode12
- 三上（慎二の後輩） - 岩倉司（Boys be）[4]
- 男性客 - 大倉忠義（特別出演）[5]

episode13
- レイジ - 井上一太（AmBitious）[4]

## スタッフ
- 脚本
  - S1 - 岸本鮎佳、モラル、内田裕基
  - S2 - 池亀三太、内田裕基、岸本鮎佳、能塚裕喜、村上大樹、モラル
- プロデューサー - 山崎宏太（朝日放送テレビ）、大畑拓也（朝日放送テレビ）、中西研二（MMJ）、森一季（MMJ）
- 監督
  - S1 - 植田尚、小野浩司、倉木義典
  - S2 - 塚本連平、植田尚、宮岡太郎、高橋名月、澤由樹
- オープニングテーマ - 関西ジャニーズJr.  「空言オーケストラ」[6]
- 主題歌 - 関西ジュニア「君のとなりで」[7]
- 音楽 - 牧戸太郎
- 撮影 - ふじもと光明
- 撮影助手 - 白石雅
- Bcam - 太田英
- 照明 - 江川斉
- 照明助手 - 宮淳之介、武田夏海
- 音声 - 中村健太郎
- 音声助手 - 相樂滋嵩
- 美術装飾 - 遠藤剛
- 持道具 - 友永香純
- 衣裳 - 深野明美
- 衣裳助手 - 平田実香
- ヘアメイク - 竹内研登
- ヘアメイク助手 - 伊藤智弥
- 編成企画 - 飯田新
- 編成 - 武田行剛
- 宣伝 - 前原倫子、高橋寿英、高原彩
- 制作デスク - 中村美恵、松本貴子
- プロデューサー補 - 矢内達也
- AP見習 - 北川原実咲
- 制作協力 - MMJ
- 制作著作
  - S1 - 朝日放送グループホールディングス、朝日放送テレビ
  - S2 - 年下彼氏2製作委員会

## 放送日程
| 話数      | 放送日         | サブタイトル             | 主演                                                         | ヒロイン                   | 脚本     | 監督     |
| --------- | -------------- | ------------------------ | ------------------------------------------------------------ | -------------------------- | -------- | -------- |
| Episode1  | 2020年 4月12日 | 年上のカノジョ           | 大西流星（拓海役）                                           | 桜井日奈子（梨紗役）       | 岸本鮎佳 | 小野浩司 |
| Episode2  | 2020年 4月12日 | ちゃん付けで呼びたくて   | 小島健（洋平役）                                             | 加藤小夏（美雪役）         | モラル   | 小野浩司 |
| Episode3  | 4月19日        | チェーン                 | 道枝駿佑（八木篤史役）                                       | 田鍋梨々花（水川咲役）     | 岸本鮎佳 | 植田尚   |
| Episode4  | 4月19日        | 論理的な彼女             | 福本大晴（皆川真吾役）                                       | 浅川梨奈（佐伯香織役）     | モラル   | 植田尚   |
| Episode5  | 4月26日        | 机上の恋論               | 西畑大吾（雲雀友也役）                                       | 天野はな（佐倉美晴役）     | 内田裕基 | 小野浩司 |
| Episode6  | 4月26日        | 優等生の苦悩             | 西村拓哉（白鳥役）                                           | 小島藤子（桜庭役）         | モラル   | 小野浩司 |
| Episode7  | 5月03日        | 男らしいところあるじゃん | 長尾謙杜（山村旭役）                                         | 岡本夏美（森野有希子役）   | 内田裕基 | 小野浩司 |
| Episode8  | 5月03日        | 笑いの女神               | 草間リチャード敬太（太一役）                                 | 鈴木ゆうか（桜子役）       | モラル   | 小野浩司 |
| Episode9  | 5月10日        | 最初で最後の告白         | 大西流星（矢野大地役） 正門良規（河村康祐役）                | 小西桜子（亜弓役）         | 岸本鮎佳 | 植田尚   |
| Episode10 | 5月10日        | 最初で最後の告白         | 大西流星（矢野大地役） 正門良規（河村康祐役）                | 小西桜子（亜弓役）         | 岸本鮎佳 | 植田尚   |
| Episode11 | 5月17日        | 着せ替え彼氏             | 大橋和也（神崎幸一役）                                       | 高嶋菜七（大宮奈々子役）   | モラル   | 植田尚   |
| Episode12 | 5月17日        | クロネコの宅配便         | 伊藤篤志（柚役）                                             | 筧美和子（深町美弥子役）   | 内田裕基 | 植田尚   |
| Episode13 | 5月24日        | シュートを決めたなら     | 高橋恭平（工藤歩役）                                         | 花坂椎南（田辺唯役）       | 内田裕基 | 小野浩司 |
| Episode14 | 5月24日        | できる彼女、できない彼氏 | 末澤誠也（観月律役）                                         | 秋元才加（夏目祥子役）     | 内田裕基 | 小野浩司 |
| Episode15 | 5月31日        | オトナのオトコ大作戦     | 佐野晶哉（ジュン役） 大西風雅（鶴田役） 岡﨑彪太郎（亀山役） | 小室安未（エリ役）         | モラル   | 倉木義典 |
| Episode16 | 5月31日        | にどめのはつこい         | 嶋﨑斗亜（三﨑翼役） 當間琉巧（鈴谷光役）                    | 倉野章子（鈴谷絹子役）     | 内田裕基 | 倉木義典 |
| Episode17 | 6月07日        | アナログな夜に           | 藤原丈一郎（ミツル役）                                       | 阿部純子（洋子役）         | モラル   | 倉木義典 |
| Episode18 | 6月07日        | あの頃から好きでした     | 正門良規（日向夏樹役）                                       | 秋山ゆずき（小鳥遊弥生役） | 内田裕基 | 倉木義典 |
| Episode19 | 6月14日        | 僕らの初恋物語 前編      | 西畑大吾（宮村海役） 道枝駿佑（小野涼役）                    | 川島海荷（由紀美役）       | 岸本鮎佳 | 植田尚   |
| Episode20 | 6月14日        | 僕らの初恋物語 後編      | 西畑大吾（宮村海役） 道枝駿佑（小野涼役）                    | 川島海荷（由紀美役）       | 岸本鮎佳 | 植田尚   |

| 話数      | 放送日          | サブタイトル                                                   | 主演                                      | ヒロイン                     | 脚本     | 監督     |
| --------- | --------------- | -------------------------------------------------------------- | ----------------------------------------- | ---------------------------- | -------- | -------- |
| episode1  | 2024年 10月13日 | 「相性0%」相性診断に悩む、大学生カップル                       | 西村拓哉（草刈賢斗役）                    | 田辺桃子（筒井美咲役）       | 能塚裕喜 | 宮岡太郎 |
| episode2  | 2024年 10月13日 | 「見つめられなくて」憧れの先輩と目が合わせられない美術部員     | 渡邉大我（ナギ役）                        | 林芽亜里（サトミ役）         | 能塚裕喜 | 宮岡太郎 |
| episode3  | 10月20日        | 「秀才すぎる秘密の恋」生徒会長と書記の禁断の恋                 | 池川侑希弥（須藤役）                      | 菊地姫奈（桐村役）           | 池亀三太 | 宮岡太郎 |
| episode4  | 10月20日        | 「あの日のヒロイン」女優志望の先輩と、自動車整備士の青春       | 吉川太郎（ヤマト役）                      | 川津明日香（アリサ役）       | 池亀三太 | 宮岡太郎 |
| episode5  | 10月27日        | 「恋のハットトリック」サッカー部員と、幼馴染の先輩マネージャー | 森ケイン（涼太役）                        | 森日菜美（明里役）           | 池亀三太 | 植田尚   |
| episode6  | 10月27日        | 「名探偵にも解けない恋」名探偵に片思いする探偵助手             | 嶋崎斗亜（ソウゴ役）                      | 咲妃みゆ（ホムラ役）         | 能塚裕喜 | 植田尚   |
| episode7  | 11月03日        | 「一人二役」初恋相手は兄のクラスメイト                         | 真弓孟之（慶二役）                        | 秋田汐梨（ひまり役）         | モラル   | 植田尚   |
| episode8  | 11月10日        | 「苦くて甘い一杯」キッチンカーで働く青年とOLの恋               | 永岡蓮王（シュンスケ役）                  | 中村里帆（まどか役）         | 村上大樹 | 高橋名月 |
| episode9  | 11月10日        | 「愛の告白大作戦」家庭教師に恋する2人組                        | 元重瑛翔（真白役） 岡野すこやか（飛鳥役） | 佐竹桃華（千歳役）           | 内田裕基 | 高橋名月 |
| episode10 | 11月17日        | 「20歳、初めての夜」BARデビューをするハタチの青年              | 岡崎彪太郎（中川亜里斗役）                | 中田クルミ（谷中千帆役）     | 岸本鮎佳 | 塚本連平 |
| episode11 | 11月17日        | 「プライベートレッスン」大学の演劇サークルの看板女優と後輩     | 浦陸斗（ヒカル役）                        | 杏花（ナナミ役）             | 村上大樹 | 塚本連平 |
| episode12 | 11月24日        | 「ぼくらの推し活」パン屋の店員を推す高校生2人組                | 伊藤篤志（聡太役） 山中一輝（慎二役）     | 石川恋（田所役）             | 池亀三太 | 塚本連平 |
| episode13 | 12月01日        | 「言葉の壁」留学生の先輩に一目ぼれした高校生                   | 當間琉巧（隼人役）                        | トミコ・クレア（メアリー役） | 能塚裕喜 | 澤由樹   |
| episode14 | 12月01日        | 「ふたりのぼっち飯」OLと中学生の、二人だけの昼休み             | 亀井海聖（ルイ役）                        | 清水くるみ（遥香役）         | 池亀三太 | 澤由樹   |
| episode15 | 12月08日        | 「告白はくりかえす」タイムリープに巻き込まれる高校生           | 角紳太郎（コウヘイ役）                    | 志田こはく（ユキ役）         | 村上大樹 | 宮岡太郎 |
| episode16 | 12月08日        | 「アンティークに魅せられて」アルバイト先の店長に恋する大学生   | 大内リオン（理人役）                      | 中村ゆりか（柚月役）         | モラル   | 宮岡太郎 |
| episode17 | 12月15日        | 「オトナの恋、はじめてください」学生時代の恋人と再会           | 大西風雅（神崎望海役）                    | 岡田結実（小泉由香役）       | 村上大樹 | 高橋名月 |

### インターネット配信
見逃し配信については、ドラマL#ネット配信を参照。
| 配信元 | 配信期間     | 備考           |
| ------ | ------------ | -------------- |
| TELASA | 放送済分全話 | 有料見放題配信 |
| dTV    | 放送済分全話 | 有料見放題配信 |
| Hulu   | 放送済分全話 | 有料見放題配信 |
| U-NEXT | 放送済分全話 | 有料見放題配信 |

## 舞台
舞台『年下彼氏〜君のとなりで〜』のタイトルで、2025年2月22日から3月9日まで森ノ宮ピロティホール、3月15日から3月16日までキャナルシティ劇場、3月22日から4月6まで東京グローブ座で上演予定。主演は、大西風雅。

### キャスト
- ハルト - 大西風雅
- ダイキ - 池川侑希弥[10]
- コウ - 山中一輝[10]
- ツキヒコ - 渡邉大我[10]
- レイ - 小島藤子[11]
- ハルトの父 - 庄野﨑謙[11]
- テッペイ - マギー[11]
- テッペイの妻 - 宍戸美和公[11]

### スタッフ
- 脚本 - モラル[10]
- 演出 - 中屋敷法仁[10]